# 荷屬東印度日佔時期
荷屬東印度日佔時期，也称印度尼西亚日占时期（日语：日本占領時期のインドネシア）是指從1942年3月9日荷蘭將东印度殖民地（蘭印（蘭領東印度））控制權移轉給日本軍隊，直至1945年8月17日印尼獨立準備委員會在8月17日正式對外發表「印尼獨立宣言」為止，大日本帝國對蘇門答臘、爪哇島、小巽他群島、加里曼丹、蘇拉威西、馬魯古群島及新幾內亞西部的軍事占領時期。
1942年，由於荷蘭本土早在1940年5月被德國入侵及佔領，荷蘭基本上沒有能力對日本軍隊的入侵做出任何防禦。在第一次進攻婆羅洲後不到三個月，日本軍隊便佔領了荷屬東印度全境。在日軍佔領印尼後，反抗的印尼平民被日本軍隊任意逮捕和處決，成千上萬的印尼人不論男女都被帶離印尼，送到日本的各個佔領區成為強迫勞動者（日語為「勞務者」），修築防禦工事，及製造軍火，參與了泰緬鐵路的建設，許多結果死於虐待和飢餓。單單在爪哇的勞務者便有400萬至1,000萬人，約27萬的爪哇勞務者被送往其他日本佔據的東南亞地區，只有52,000被遣返，意即這些勞務者有八成的死亡率。與此同時，日本也試圖用好處收買印尼人，在爪哇以及蘇門答臘的一小部分，日本人訓練並且武裝了很多印尼青少年，並且給了這些部隊的本土領袖有限度的政治權力，試圖建立起類似滿洲國那樣的傀儡政權。
在日軍佔領下，印尼民族主義者蘇丹·夏赫里爾組織地下學生抗日運動，同時進行抗日運動的有左翼的阿米爾·謝里夫丁，謝里夫丁獲得來自荷蘭政府的25,000古爾登的資助，以其馬克思主義和民族主義為宗旨，創建了地下反抗組織。除了阿米爾·謝里夫丁以外，多是華人、安汶人和美娜多人參與反抗組織。1943年9月於南加里曼丹亞汶泰，在坤甸事件仍未爆發前，曾有一項由印尼民族主義者和荷蘭人共同策劃對抗日軍的起義計畫，但被揭發而失敗。
1944至1945年同盟軍的對日戰爭，同盟軍繞過印度尼西亞，並沒有進入人口密集的地區，例如爪哇和蘇門答臘。日本持續的佔領，間接為印度尼西亞不受歐洲列強的干擾創造了條件，使印度尼西亞革命藉由一種原本多半不可能實現的手段提前三年到來。在1945年9月日本投降前，未等日方決定，印尼便已逕自宣佈獨立。然而荷蘭政府仍然希望將奪回對東印度的統治，抗日運動很快轉為抗歐武裝行動，甚至夥同志願日軍加入革命，印度尼西亞經歷了5年艱苦的內戰，政治、軍事和社會動亂，才真正獨立。

## 背景
到1942年前，印尼自大航海時代已被荷蘭殖民統治了幾百年，被稱為荷屬東印度。1929年，於印尼民族主義覺醒時期，印尼民族領袖蘇卡諾和穆罕默德·哈達（後來成為印尼總統與副總統）預見了即將爆發的太平洋戰爭，而日軍向印尼的進軍將會為獨立條件帶來優勢。
入侵中國後，日本將注意轉向東南亞，以宣揚大東亞共榮圈來增強其在亞洲的號召力。在1920年代和1930年代，日本逐漸加強其在亞洲的影響力，在東印度建立其事業。鈴木和三菱這些涉足蔗糖貿易的大型商店與企業。

## 軍事佔領

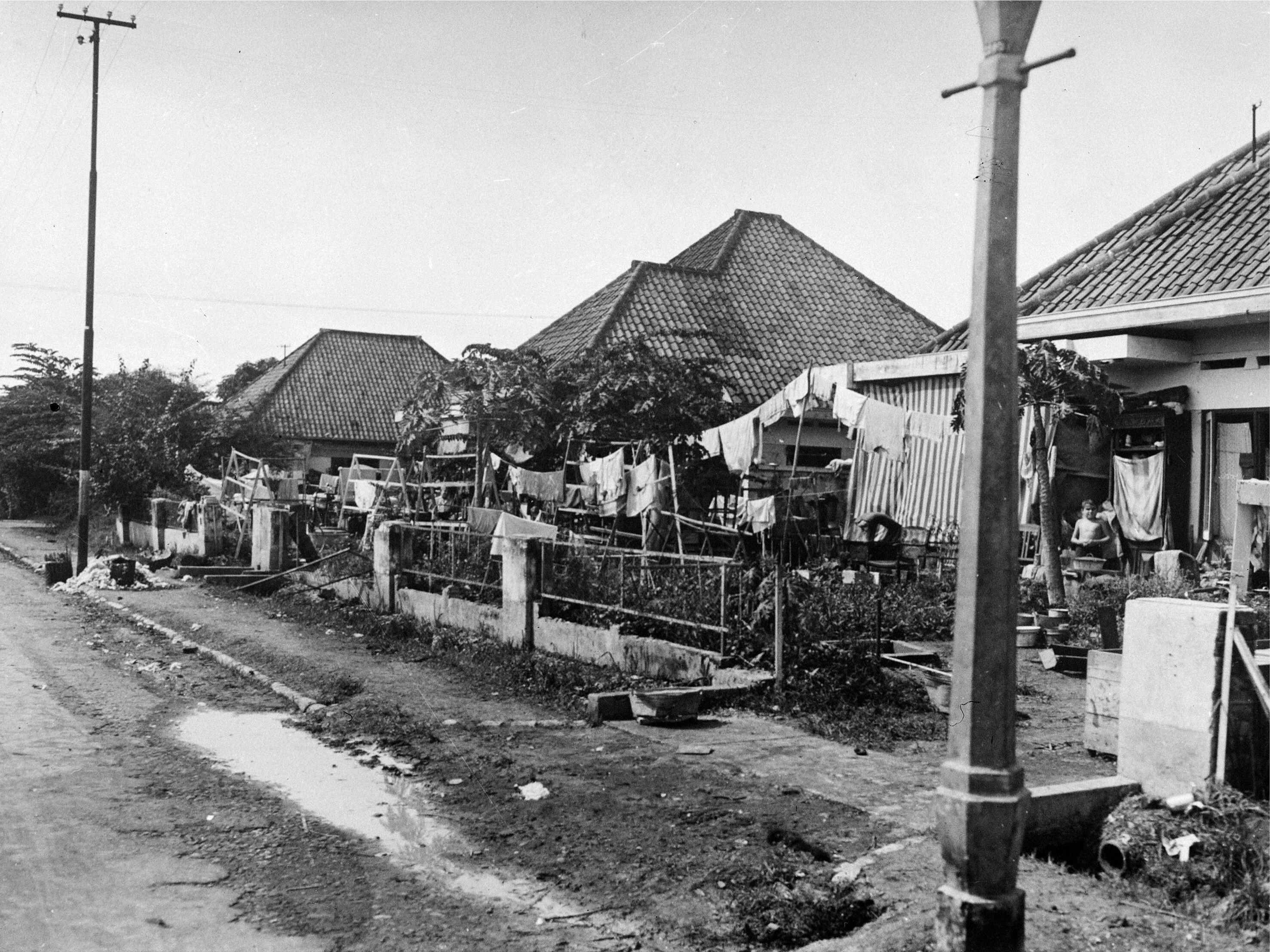
1945年的雅加達拘留營

荷裔士兵被送往拘留營，由於荷蘭人認為日軍會為了管理殖民地而繼續讓荷蘭官員留任，大部分荷蘭人不願意離開。然而事與願違，荷蘭人全部被送往拘留營，高階和技術性職位則由日本人或印尼人代替。日軍接管了像是港口、郵政機關等公家機構和單位。除了10萬歐裔公民（還包括一些華裔公民）以外，還有8萬名荷、英、澳、美軍士兵被送往拘留營，在那裡死亡率高達百分之13到30。
印尼本土統治階層和政治家為了保有自己的影響力與謀求獨立而與日本菁英合作。日本給予地方菁英權力，讓他們支持日本的工廠和武裝力量。印尼人的合作讓日軍得以專注在確保東印度群島的空路和海路的安全，以保護郵便通路不受盟軍幹擾。

### 印尼強制勞動
對於日軍佔領的經驗感受隨著社會地位的不同，而有所差異。住在重要戰略地區的平民經歷了日軍的折磨，強暴，任意逮捕和處決，以及其他戰爭罪行。成千上萬的印尼人不論男女都被帶離印尼到日本的各個佔領區成為強迫勞動者（日語為「勞務者」），用來修築防禦工事、軍火製造，在日本的軍事項目中被奴役，包括泰緬鐵路，許多結果死於虐待和飢餓。在爪哇，400萬至1000萬的「勞務者」被迫參與日本軍事工程。約27萬的爪哇工人被送往其他日本佔據的東南亞地區，只有52,000被遣返的，這意味著有80％的死亡率。
成千上萬的印尼人餓死，作為奴工工作，或者被迫離開家園。後來的聯合國報告指出，400萬人死於日本佔領期間的飢荒和強迫勞動，其中包括30,000歐洲的平民被拘禁死亡。
在戰爭後期日軍對印尼的強制勞動更為嚴苛，在1944年3月1日將早年1943年4月16日創立的動員總部改為爪哇奉公會（ジャワ奉公会），招募到的印尼人被迫成為勞務者（ろうむしゃ），這些響應日本號召的印尼人再也無法回到家鄉。

### 本土抗日運動

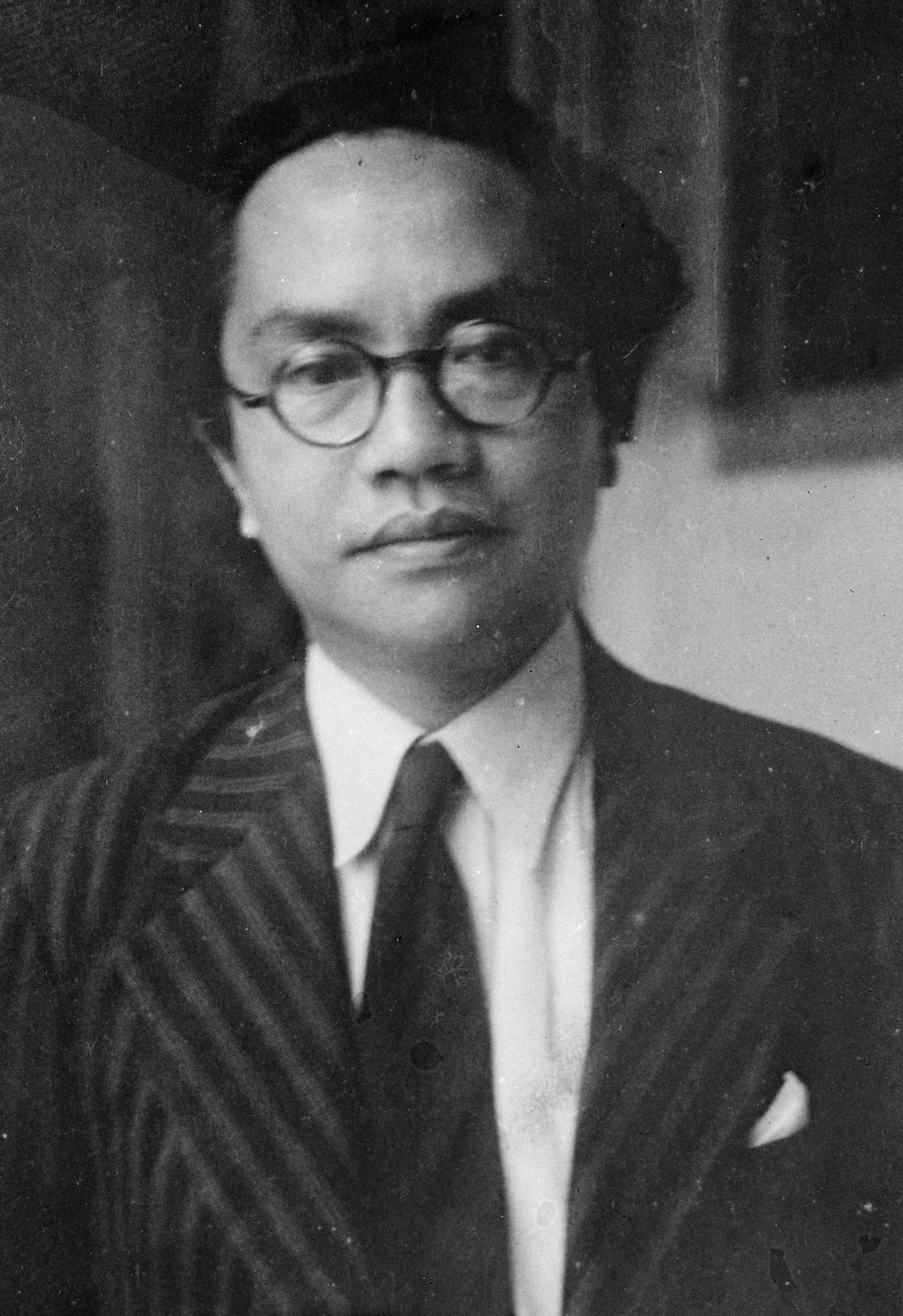
左翼的阿米爾·謝里夫丁於日佔時期組織了地下抗日運動。

在日軍佔領下，印尼民族主義者蘇丹·夏赫里爾組織地下學生反抗運動，同時進行反對運動的是左翼的阿米爾·謝里夫丁，謝里夫丁獲得來自荷蘭政府的25,000古爾登的資助，以其馬克思主義和民族主義為宗旨，創建了地下反抗組織。阿米爾於1943年遭到日軍逮捕，後來在蘇卡諾的介入下免於死刑，從此事開始日軍才認知到蘇卡諾在印尼的聲望與重要程度。除了阿米爾·謝里夫丁以外，多是華人、安汶人和美娜多人參與反抗組織。
1943年9月於南加里曼丹亞汶泰（Amuntai），在坤甸事件仍未爆發前，曾有一項由印尼民族主義者和荷蘭人共同策劃對抗日軍的起義計畫被揭發。計劃涉及建立一個伊斯蘭國家，並驅逐日軍，然而計劃失敗了。

### 建立親日傀儡政權的嘗試

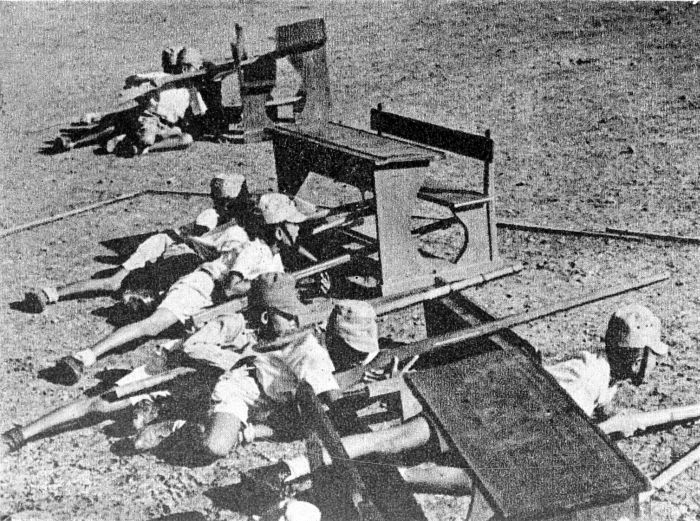
由日軍訓練的印尼青少年

日軍佔領期間，日軍鼓勵並支持從屬於日本的印尼民族主義，創設新的印尼語學校，並重用如蘇卡諾的民族主義者。越來越激烈的民族主義，加上日軍所造成的荷蘭殖民政府體系崩壞，為戰後的印尼獨立戰爭提供良好的基礎。
然而在日軍佔領的最初兩個月，日軍依然禁止在政治上使用印尼作為國家的名字，以及日後成為印尼國旗、象徵民族主義的紅白旗，也在除了最初期與最末期以外的其他期間，被禁止使用。日本一方面協助緬甸與菲律賓獨立，一方面出於資源的考量而將印尼置於日本帝國軍政體系下。
日本當局將爪哇島視為政治上最重要，但是經濟上最不重要的地方。爪哇居民是日軍主要的勞力來源。和荷蘭政府的禁止政策不同，日本人鼓勵爪哇島上印尼民族主義的發展，增加爪哇人民的政治練達度（在蘇門答臘方面也在後來執行類似的策略，但當時日本的敗跡已相當明顯）。在日本海軍的控制下的其他島嶼，則被認為政治上不重要，但是經濟上佔重要地位的地方，這些地方採行高壓統治。爪哇島與其他島嶼受日本佔領經驗上的不同，為日後的印尼獨立戰爭造成很大的影響。
日軍也提供印尼青年武器，給予軍事訓練，其中還組成了志願性質的鄉土防衛義勇軍。最初鄉土防衛義勇軍的成立目的，在於動員當地人以支援日軍，但最後成為了印尼共和國在1945年到1949年的印度尼西亞獨立革命中的核心勢力，許多義勇軍成員加入了1945年創立的印度尼西亞國民軍。
1945年4月29日，敗像已現的日軍在最後的時間裡，創設了獨立準備調查會，討論印尼獨立的準備和各種相關問題。由第16軍司令官原田熊吉於爪哇創立。由於對於印尼獨立後的政體問題和方向進行了許多討論與設計，此準備工作使得為日後自行突然獨立創造了可能。

## 行政区划

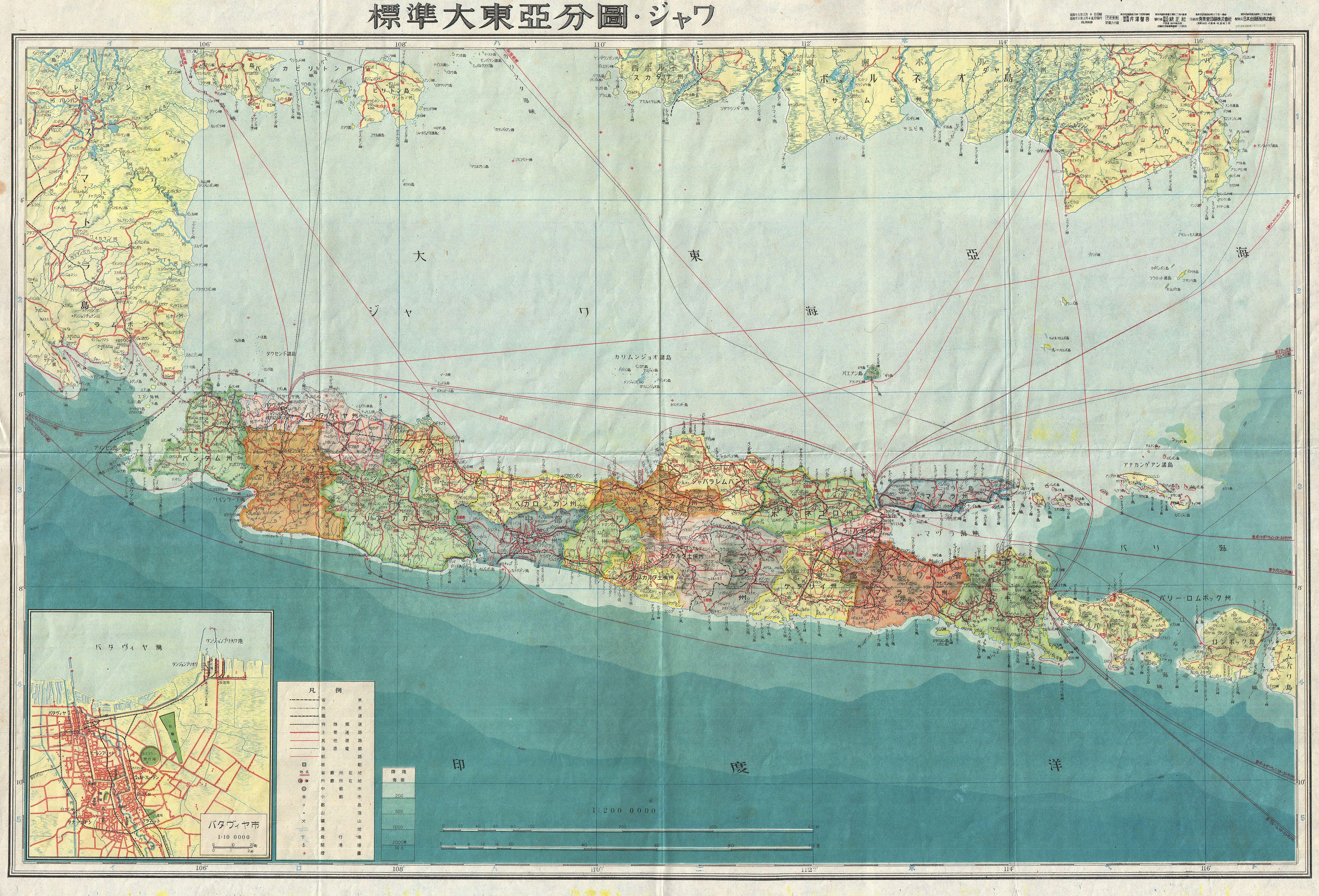
第二次世界大戰日軍的地圖，描繪了爪哇島。

根据1941年11月26日制定的《关于占领地军政实施的陆海军中央协定》（占領地軍政実施ニ関スル陸海軍中央協定），荷属东印度被划为三个单独的占领区：爪哇和马都拉划归今村均的陆军第16军管辖；苏门答腊划归山下奉文的陆军第25军管辖，25軍的司令部設在新加坡，同時在1943年4月前一直控制著馬來亞，失去馬來亞後，其控制範圍限縮到僅有蘇門答臘，並將司令部移至武吉丁宜，而第16軍司令部設在雅加達；荷属婆罗洲、西里伯斯、马鹿加及小巽他群岛则由海军第二南遣艦隊管辖。每一占领区设立军政监部，负责地方行政，军政监部首脑由驻军司令兼任，下设总务、内政、司法、警察、市政工程、经济事务、审计和宣传八个部。
爪哇被分为2个省、17个州和1个特别市（雅加達），苏门答腊设10个州，分別是亞齊州、蘇門答臘東海岸州、達巴努里州、廖內州、蘇門答臘西海岸州、占碑州、明古連州、巨港州、楠榜州、邦加-勿里洞州。

### 引用
1. ↑  Klemen, L. . Dutch East Indies Campaign website. 1999–2000  [2011-07-04]. （原始内容存档于2019-07-11）.
2. 1 2  Library of Congress, 1992, "Indonesia: World War II and the Struggle For Independence, 1942–50; The Japanese Occupation, 1942–45" Access date: 9 February 2007.
3. ↑  Ricklefs (1991), p. 199.
4. ↑  Friend，第29頁.
5. ↑  Vickers，第86-87頁.
6. ↑  Vickers，第83–84頁.
7. ↑  Cribb & Brown，第13頁.
8. ↑  VIcker (2005), p. 87
9. ↑  Cited in: Dower, John W. War Without Mercy: Race and Power in the Pacific War (1986; Pantheon; ISBN 978-0-394-75172-6)
10. ↑  .   [2015-09-21]. （原始内容存档于2015-09-23）.
11. ↑  Davidson 2002 （页面存档备份，存于）, p. 78.
12. ↑  Ricklefs 2001 （页面存档备份，存于）, p. 252.
13. ↑  Federspiel 2007 （页面存档备份，存于）, p. 124.
14. ↑  Vickers，第85頁.
15. ↑  Ricklefs 1991，第199頁.
16. ↑  東京，《讀賣新聞》，朝刊，1942年7月12日，P.1

### 书籍
- Cribb, Robert; Brown, Colin. . Harlow, Essex, England: Longman Group, Ltd. 1995. ISBN 0-582-05713-2..
- Post, Peter, et al. eds. (2010), The Encyclopedia of Indonesia in the Pacific War. Leiden: Brill. ISBN 978-90-04-16866-4.
- Ricklefs, M.C. A History of Modern Indonesia Since c. 1300. Second Edition. MacMillan, page 199, 1991.
- Vickers, Adrain. . Cambridge. 2005. ISBN 978-11-39-44761-4.

## 延伸阅读
- Anderson, Ben. . Ithaca, N.Y.: 康奈尔大学出版社. 1972. ISBN 0-8014-0687-0.
- Hillen, Ernest. . Toronto: Viking. 1993. ISBN 0-670-85049-7.